# غونار آس
غونار آس (بالنرويجية البوكمول: Gunnar Aase)‏ هو لاعب كرة قدم ومدرب كرة قدم نرويجي، ولد في 29 سبتمبر 1971 في النرويج. شارك مع Norway national under-15 association football team ‏ ومنتخب النرويج تحت 21 سنة لكرة القدم ومنتخب النرويج لكرة القدم. أما مع النوادي، فقد لعب مع نادي فيكينغ.

## وصلات خارجية
- غونار آس على موقع الاتحاد الأوربي (الإنجليزية)
- غونار آس على موقع اتحاد النرويج (النرويجية)
- غونار آس على موقع قاعدة بيانات كرة القدم.إي يو (الإنجليزية)
- غونار آس على موقع ناشيونال فوتبول تيمز (الإنجليزية)
- غونار آس على موقع عالم كرة القدم.نت (الإنجليزية)
- غونار آس على موقع IMDb (الإنجليزية)